# Anoreina pinimaiuba
Anoreina pinimaiuba är en skalbaggsart som beskrevs av Martins och Maria Helena M. Galileo 2008. Anoreina pinimaiuba ingår i släktet Anoreina och familjen långhorningar. Inga underarter finns listade i Catalogue of Life.